# Moneda en Navarra
El estudio de la Moneda en Navarra ha sido objeto de atención de muchos investigadores y estudiosos de la historia de la moneda y la numismática en gran parte motivado por el amplio período histórico donde la actual Comunidad Foral de Navarra deambuló como entidad política independiente, primero como Reino de Pamplona y luego como Reino de Navarra. Ambos momentos propiciarion políticas monetales propias pero, sin embargo, antes, entonces y después, fueron muchas más las monedas circulantes que la arqueología y la archivística se han encargado de exponer. 

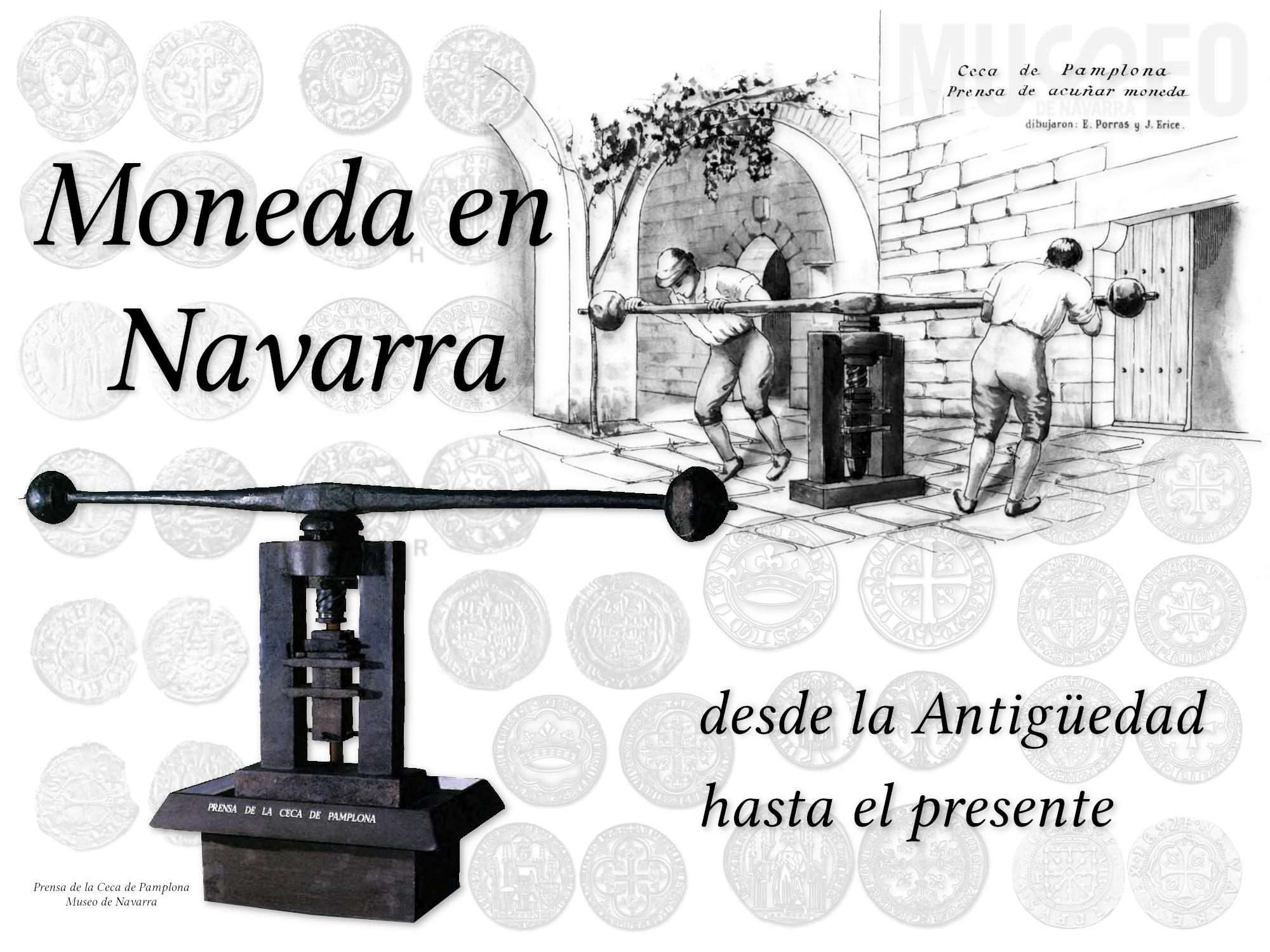
La moneda en Navarra desde la Antigüedad hasta el presente

## Colección numismática del Museo de Navarra

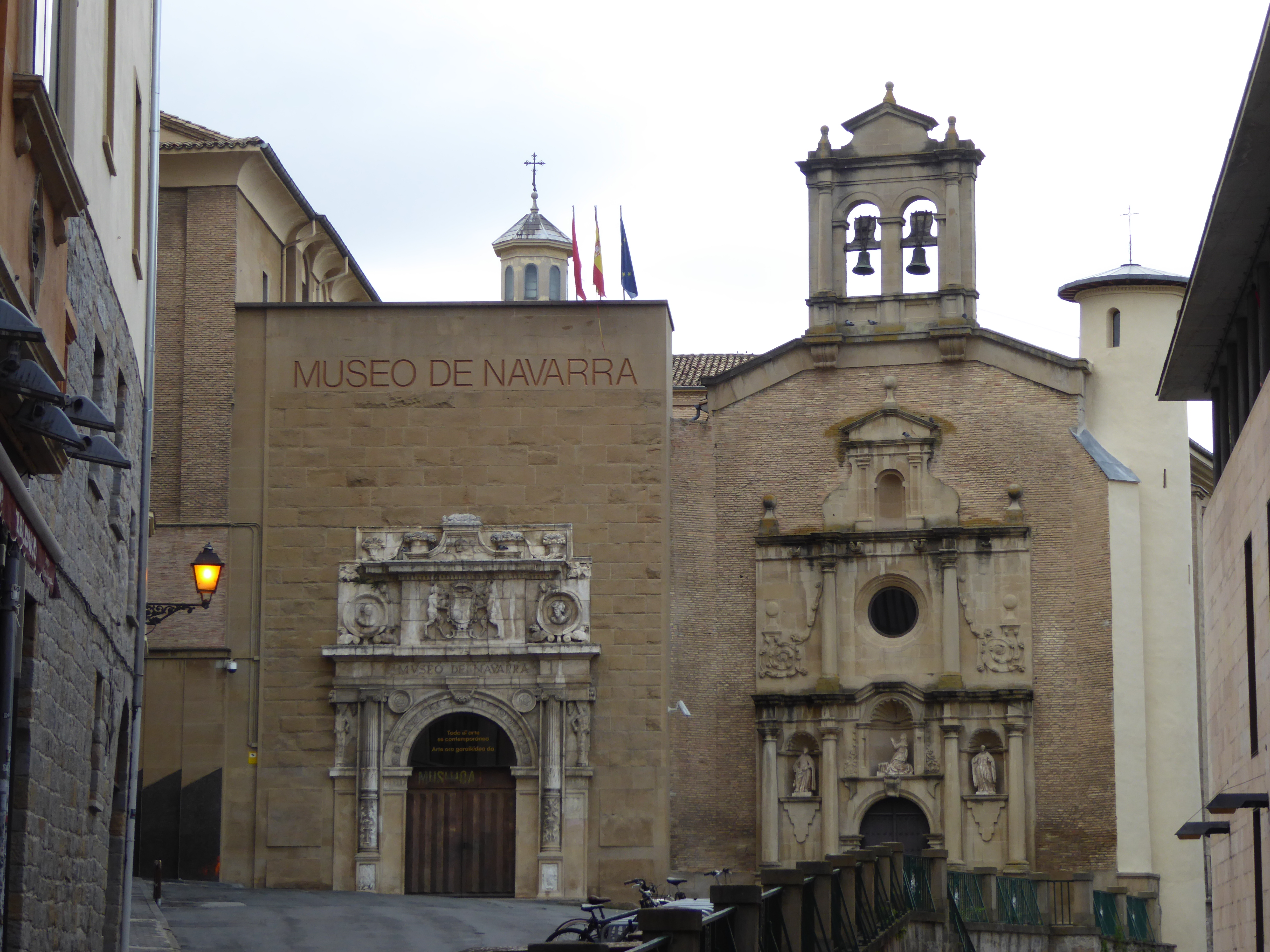
Fachada actual del Museo de Navarra.

### Exposición de 2001
Con ocasión del tránsito de la peseta al euro, aprovechando la amplia colección numismática conservada en el Museo de Navarra (compuesta por unas de 15.000 piezas, “uno de los conjuntos numismáticos más importantes del mundo”, además de casi 370 troqueles, más de 200 billetes, una prensa volante y una rielera para la fabricación de cospeles) la Institución Príncipe de Viana (Dirección General de Cultura del Gobierno de Navarra) organizó una exposición, entre el 31 de mayo y el 25 de noviembre de 2001, comisariada por la arqueóloga María Inés Tabar Sarrías y el especialista en numismática Miguel Ibáñez Artica, donde se mostraron cerca de tres mil piezas. Poco después, en 2001, se publicó, con el apoyo de la Caja de Ahorros de Navarra, un libro-catálogo con una veintena de artículos de diferentes autores donde se recorría y repasaba la historia, tal como dice el título, de La moneda en Navarra durante esos veinte siglos de historia, incluso la etapa premonetal.
Esta exposición sirvió de revulsivo para la mejora de diversos aspectos de conservación del monetario como fue la renovación del sistema de climatización, actualización de los antiguos contenedores de monedas y troqueles, inventariado fotográfico del conjunto y adquisición de nuevos fondos que dieran cobertura a «las lagunas existentes». Además, desde 2016 se catalogó la sección de moneda y se informatizó en la base de datos DOMUS, siendo accesibles en abierto a través de CER.ES la consulta sobre varias de ellas.

### Origen de los fondos
Los fondos de la colección numismática actualmente conservada en el Museo de Navarra procede de los fondos formados por la Comisión de Monumentos Históricos y Artísticos de Navarra que, desde su fundación en 1865, se encarga de la recogida sistemática de materiales, ya sean prensas de volante, punzones o numerosas monedas. Como resultado de esta labor en 1920 se realizó una Exposición Retrospectiva de Arte de Navarra donde se mostraron más de diez mil monedas y medallas. En 1903 se añadieron casi siete mil monedas procedentes de la antigua colección de la Catedral de Pamplona. A todas estas aportaciones, paulatinamente, se han incorporado donaciones particulares, descubrimientos arqueológicos y tesorillos localizados en algunos puntos geográficos navarros (como el tesorillo de San Andrés de Ordoiz, Estella, hallado en mayo de 1949).
Desde 1940 la Institución Príncipe de Viana continua con estos proyectos haciéndose cargo de los fondos recopilados. En 1947 la colección numismática de la Catedral de Pamplona, formada por 6719 monedas, medallas y jetones fue donada íntegramente a la Diputación Foral. Tras años y numerosas gestiones, el 4 de noviembre de 1975 se inaugura la Sala de Numismática del Museo de Navarra gracias a la gestión de la entonces directora, María Ángeles Mezquíriz Irujo, en colaboración con Joaquín Lizarraga. Entonces estaba compuesta por ocho vitrinas expositoras donde se colocaron las monedas cronológicamente y con cartelas identificativas.
Entre 2005-2009 el Museo de Navarra organizó nuevas exposiciones donde se muestran principalmente «las nuevas incorporaciones numismáticas debidamente catalogadas.» Durante estos años el crecimiento de los fondos ha sido «significativo con la entrada de una importante colección de peseta en moneda y papel, un valioso conjunto de moneda navarra de Baja Navarra, de Navarra, medallas y ponderales.»

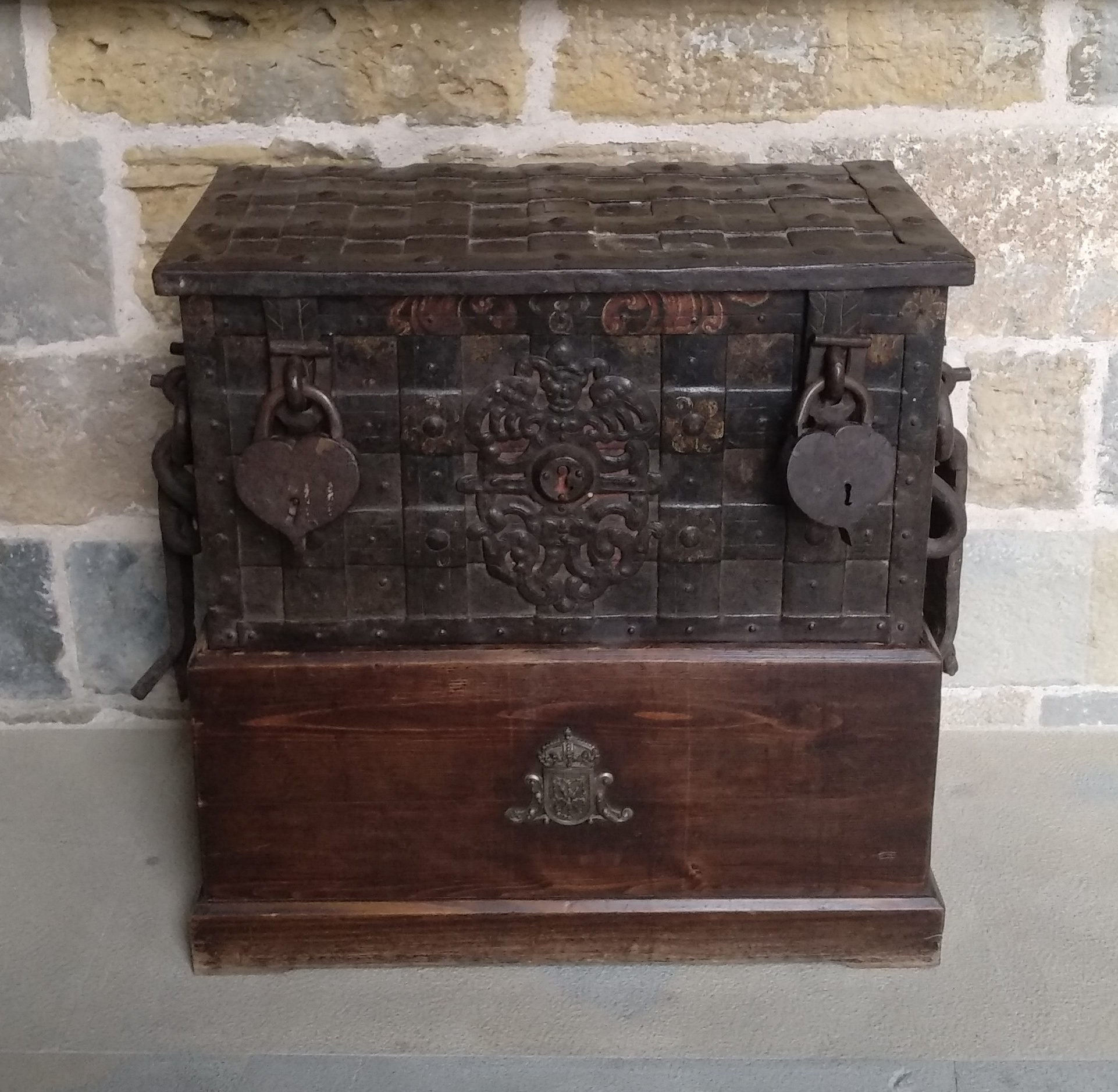
Arcón metálico conservado en el Archivo Real y General de Navarra procedente de la antigua Cámara de Comptos de Navarra.

En 2021 se habilitó una sala del museo para volver a mostrar parte de la colección «que permanecía en reserva desde 1990», exponiendo unas 200 piezas en catorce vitrinas además de otros «objetos monetiformes como los jetones (piezas de metal que, a diferencia de las monedas, no tienen valor de curso legal), y algunas herramientas originales empleadas para la fabricación de la moneda»: un arca tesorera, varios cuños y una prensa volante procedente de la Cámara de Comptos de Navarra.
Se renovó el viejo modelo expositivo de la sala original presentando ahora la colección en un contexto que ayude a conocer «aspectos relacionados con los intereses y políticas de los emisores» al mismo tiempo que «los acontecimientos de la época y lugar en el que circularon.» Con esta renovación conceptual museística las monedas pueden ser presentadas como el instrumento histórico que son, aportando herramientas que ayuden al espectador a fijarse y entender los distintos elementos que aparecen en ellas (donde nada es casual) y a utilizarlos como llaves que nos permiten acercarnos al contexto político, económico, cultural y artístico en el que fueron creadas y utilizadas.»

## Evolución histórica
Aunque existieron previamente elementos valiosos de intercambio que ejercieron una función similar, «tal y como hoy se concibe la moneda, es decir, pieza metálica emitida por el poder público, tuvo su origen en el siglo VII a. C.» Es un hecho constatado que «desde la aparición del hombre sobre la tierra se han intercambiado bienes y servicios para adquirir lo que se necesitaba.»

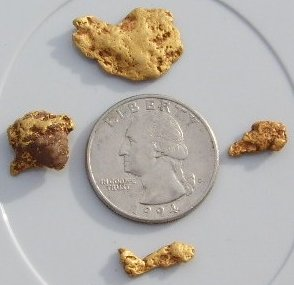
Pepitas de oro estadounidenses

### Etapa premonetal
Durante esta época premonetal se utilizaron diferentes elementos como dinero algunos de los cuales perduraron y convivieron posteriormente con la moneda ya circulando. Carmen Alfaro Asins, arqueóloga y conservadora jefe del Departamento de Numismática del Museo Arqueológico Nacional (España) señalaba en 2001 varias categorías:
- Dinero del mar: ampliamente distribuido por toda la costa del Pacífico, desde Asia hasta el continente americano, incluida la zona del Indo-Pacífico, donde se encontraba la antigua moneda (aún vigente hoy en algunas islas de Papúa - Nueva Guinea), formado por conchas de diversas especies.[14]
- Dinero de la tierra: La utilización de diferentes productos agrícolas como moneda se mantuvo como sistema de uso hasta la Navarra del siglo XIX. Durante las etapas medieval y moderna era habitual las recaudaciones en especie así como los pagos, conviviendo de esta manera con las monedas metálicas que ya circulaban en ocasiones precariamente.[15]
- Sal y materiales minerales: «La importancia que la sal ha tenido a lo largo de la Historia es incuestionable por ser indispensable para la dieta del ser humano y de otros seres vivos.» Su valor económico, como medio de pago, e, incluso, estratégico, desarrollando vías y rutas comerciales, dejan evidencia de su alta demanda secular. En español nos ha quedado el concepto salario como muestra de esta relevancia histórica. Distintos recursos naturales (ámbar, cuentas de vidrio, etc) fueron utilizados por muchas culturas, quedando ejemplos como los fae o feí (discos de piedra) de la isla de Yap[16] o las piedras perforadas de Togo.[17]
- Armas, utensilios y ornamentos: Estos elementos metálicos de intercambio (armas, herramientas, ornamentos) han caracterizado fundamentalmente las culturas africanas.[17]
- Metales pesados y contados: Ya utilizado en Mesopotamia desde el siglo XXIV a. C., es el origen inmediato del dinero metálico como recoge el Código de Eshnunna o el Código de Hammurabi. Su utilización e implantación conllevó el desarrollo de métodos de medición y peso para la fundición de metales sentando las bases a los venideros sistemas metrológicos utilizados como patrón en la acuñación de moneda. Las culturas fenicia, griega y romana adoptaron en gran medida muchas de estas unidades ponderales. El pago con metales han convivido hasta el siglo XX y son conocidos, gracias al cine, los casos de los mineros de California o Alaska usando directamente el oro extraído como moneda de pago.[18]

### Edad Antigua

#### Monedas ibéricas

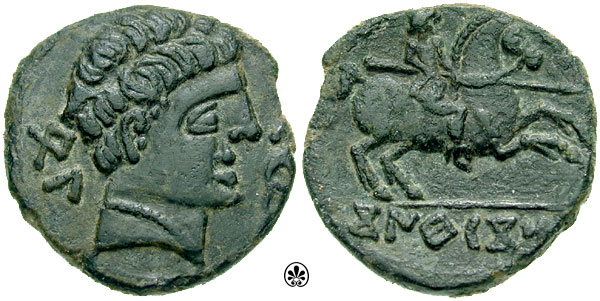
As hallado en Contrebia Carbica (Segóbriga, España) en 133 a. C. El anverso representa una cabeza humana con letras tras la misma. El reverso representa un caballero portando lanza.

En un contexto general, a nivel peninsular, desde la caída de Numancia (143-133 a. C.) y hasta la guerra sertoriana (82-72 a. C.) en Hispania se vivieron unas décadas de paz, a tenor del silencio de las fuentes romanas de la zona. Este sosiego bélico habría sido adecuado para reactivar el comercio y las economías locales propiciando las acuñaciones de moneda que se realizan siguiendo la metrología romana aunque «con leyendas en alfabeto indígena en su mayor parte», por lo que se trataría de una moneda dedicada a las gentes locales, autóctonas. Por lo que se conoce estas tribus indígenas se organizaban y agrupaban en «civitates» atendiendo en metálico los tributos brindados a Roma. Estas «civitates» ejercían, en mayor o menor medida, un control y una influencia territorial que sobrepasa los límites propios del emplazamiento urbano. Todo ello ayuda a entender el desarrollo de piezas monetales batidas con el epígrafe de la ciudad correspondiente con la finalidad de uso propio, inicial y fundamentalmente, pero que serían elementos de pago en intercambios a mayor dimensión espacial.

#### Etapa prerromana
El estudio de las monedas localizadas o emitidas sobre el territorio actualmente conocido como la Comunidad Foral de Navarra, abarca diversos tipos: la “vascona”, la “íbera” y la “celtíbera”. La cultura monetaria se comienza a registrar en el siglo II a. C. gracias al conocimiento de una decena de ciudades donde se acuñó moneda en distintos momentos de este siglo. «Todas estas emisiones pertenecen a lo que tradicionalmente se conoce como “moneda ibérica”, un término genérico que se emplea para designar las acuñaciones cuyas leyendas están en alfabeto ibérico, independientemente de la cultura a la que pertenezcan, ya que escribieron en ibérico no sólo los iberos sino también otros pueblos de la península.» Por tanto, bajo estos parámetros, se engloban culturas diversas tanto de la Hispania Citerior como de la Galia meridional.
Respecto a la moneda ibérica la imagen más conocida «es la que presenta en el anverso una cabeza masculina y en el reverso un jinete armado con una lanza, aunque la tipología no es tan homogénea como parece a primera vista.» Respecto a la interpretación de las imágenes hay varias teorías:
- las más tradicionales «relacionan la cabeza masculina con un Hércules ibérico y el jinete con una representación de la famosa caballería hispana, pero esta interpretación está influida por la consideración de la moneda ibérica como una imposición romana, según la cual los romanos habrían buscado una iconografía representativa de los pueblos ibéricos y la habrían impuesto para homogeneizar las acuñaciones de la Citerior.»[22]
- las más recientes, e "indigenistas", proponen que «la cabeza representaría la divinidad tutelar de la ciudad o su fundador mítico, mientras que los jinetes, y el caballo en general, estarían ligados a la importancia mítica de este animal en las sociedades aristocráticas y al papel dirigente de la clase de los equites o caballeros.»[23]

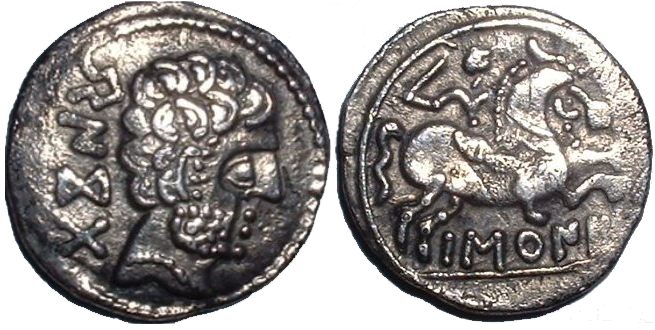
Anverso y reverso de la moneda íbera con la inscripción Barscunes. Se observa al jinete portando espada corta en lugar de la lanza más presente en monedas emitidas en cecas celtibéricas.

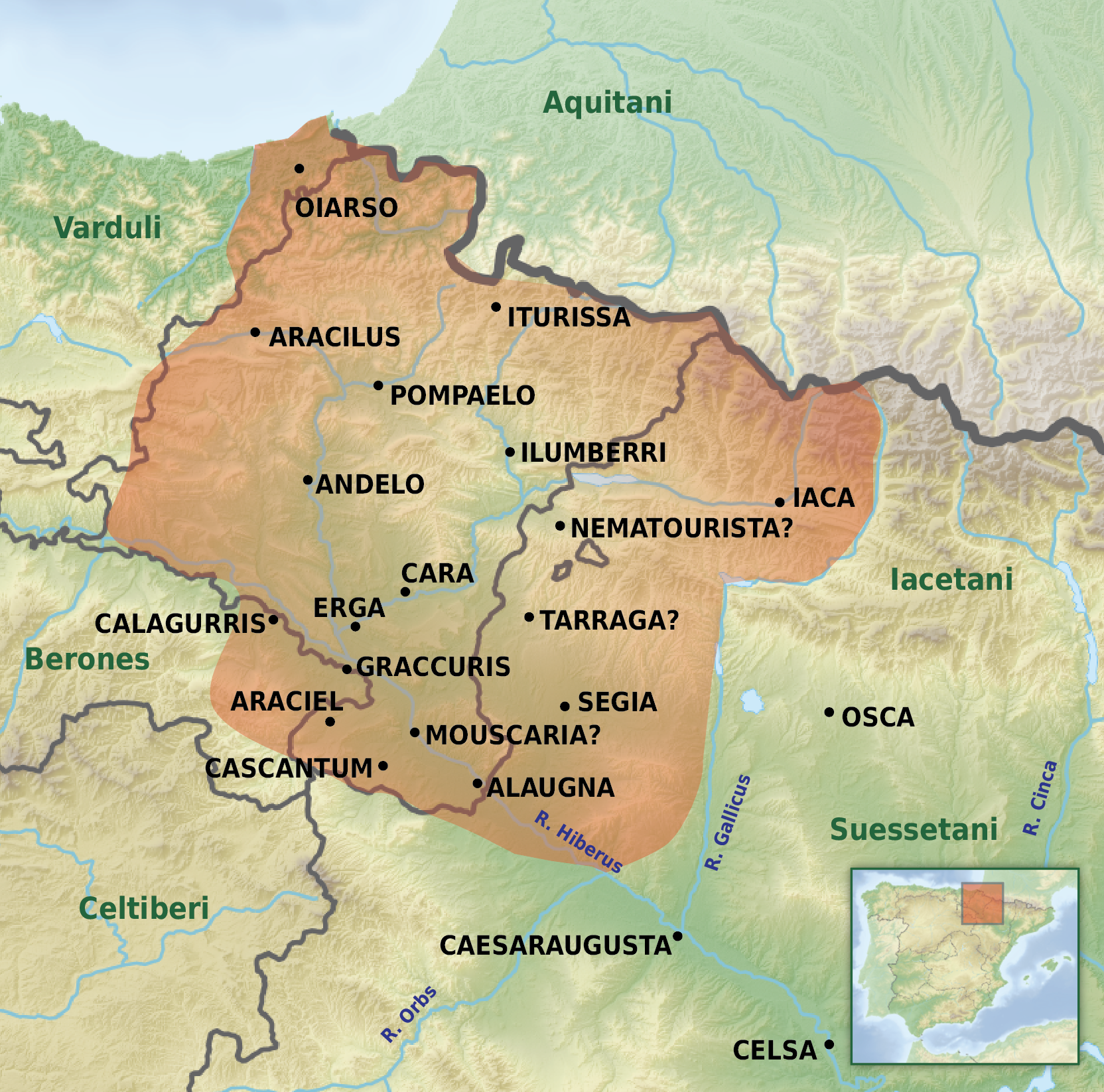
Vasconii

##### Cecas «navarras» en la Antigüedad
Sobre el territorio de Vasconia, que, a grandes rasgos, se solapa con las fronteras que actualmente delimitan Navarra más la Jacetania, las Cinco Villas aragonesas y parte de la Rioja Baja, además de la Guipúzcoa nororiental, se tiene noticia de la existencia de algunas cecas de las que muy pocas se han identificado con una población concreta: Caiskata en Cascante, Bentian, cerca de Pamplona. La ceca de Ba(r)skunes tradicionalmente se ubicaba en Pamplona, pero no falta autores que la sitúan en emplazamientos diametralmente opuestos: bien en La Custodia (Viana), bien en Rocaforte (Sangüesa).
Por otra parte, muchas de las atribuidas a los vascones (Alaun, Arsaos, Arsakos, Ontikes, Olkairun, Kueliokos, Tirsos y Umanbaate), aunque se conservan, no ha sido identificadas fehacientemente. Quizá la excepción haya que hacerla con Arsaos (entre Campo Real y Sofuentes) a tenor de recientes hallazgos arqueológicos. A esta relación, que Plinio identifica como principalmente localidades dominadas por los vascones, se sumarían Kalakorikos (Calahorra), Sekia o Segia (Ejea de los Caballeros) y Iaka o Iacca (Jaca). De entre todas ellas, por volumen de monedas acuñadas localizadas, las más activas fueron Barscunes y Arsaos. Bentian ocuparía un tercer lugar, aunque tampoco se ha localizado definitivamente su ubicación.

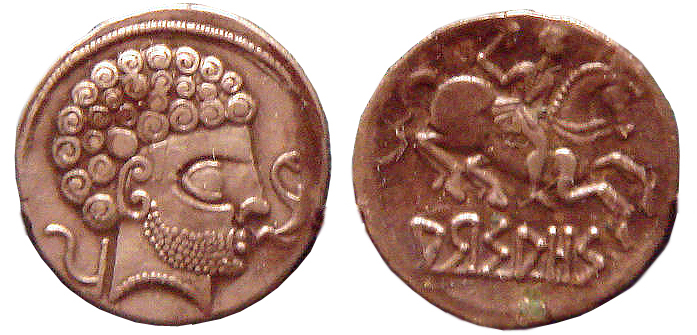
Denario de Arsaos

##### Tipología

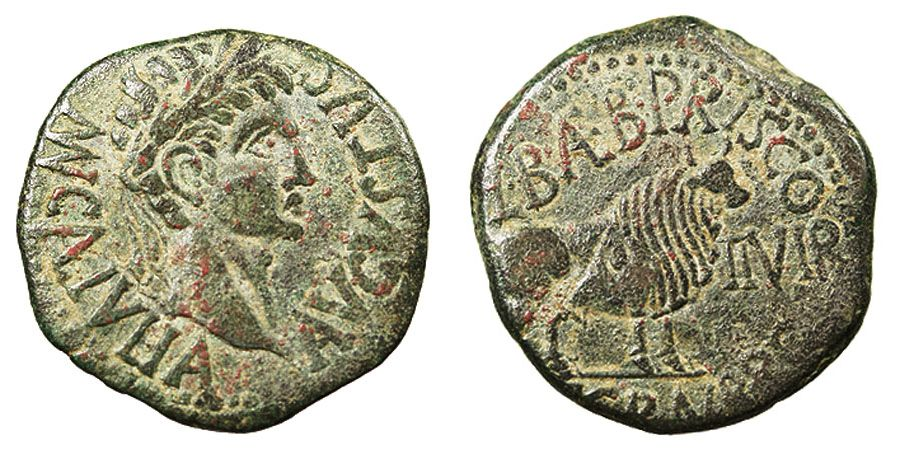
As de Calagurris

Aunque es un cambio abierto a reiteradas interpretaciones, parece que uno de los rasgos más significativos de las monedas vasconas es la presencia de un jinete portando un arma, normalmente una espada corta (bien una falcata, una falx o una gladius) que contrasta con el típico jinete celtíbero portando una lanza de otras monedas.
A tenor de los hallazgos habidos en los distintos yacimientos arqueológicos, situados principalmente en la Navarra media y meridional (a excepción de Lecumberri) se registran pieza monetales acuñadas en otras cecas peninsulares, hasta de Gadir (Cádiz).

##### Material
El material empleado para batir moneda es fundamentalmente bronce, salvo algunos casos contados donde se emitieron denarios de plata.

#### Etapa romana
Con la romanización del territorio vascón en el año 179 a. C. mediante la fundación de Gracurris (Alfaro) por Tiberio Sempronio Graco, las monedas autóctonas se corresponde con los modelos romanos (tanto el denario de plata, como los ases y monedas de bronce más pequeñas) pero siguen manteniendo una epigrafía íbera, sustituida por la latina en el siglo I a. C. Durante esos años la intensificación de las relaciones con Roma se mostraron durante la guerra de Sertorio (82-72 a. C.) donde cada población autóctona se posiciona por uno u otro candidato. Mientras claramente Calagurris y Bolskan (Huesca) se muestran favorables al cónsul Quinto Sertorio, Pompeyo Magno logra el apoyo de otras al tiempo que desarrolla una labor fundadora de ciudades sobre oppida indígenas como será el caso de Pompaelo (Pamplona). Esta división territorial en dos bando se reproduce durante la confrontación entre el mismo Pompeyo y Julio César (49-44 a. C.). Finalmente, con la campaña de Augusto contra los cántabros y astures, la región es paso obligado de las legiones y conoce el establecimiento de contingentes militares en aras a mantener el control en la zona y en los pasos pirenaicos.
En el municipium de Cascantum (Cascante) se acuñaron varios ases y semiases, y las monedas romanas se difundieron rápidamente entre el pueblo, como lo demuestran los numerosos hallazgos arqueológicos realizados en distintos puntos del territorio.

### Tardoantigüedad
La división del Imperio romano en el 395 genera una gran crisis que afectará, como ocurrirá en todas partes, a la inestabilidad política en el territorio de los vascones a partir del siglo V. Aunque el desarrollo urbano de esta zona es más bien escaso, se registra un paulatino abandonó las ciudades. Con ello, desaparecen las monedas en circulación y se cesa la actividad de emisión monetal. 
Los visigodos establecieron un sistema basado en monedas de oro, muy limitado debido a su elevado valor. A partir del siglo VII se introdujo la moneda hispanoárabe desde el sur y las monedas carolingias (Carlomagno) desde el norte. En el primitivo reino de Pamplona circularon monedas musulmanas de plata, y ocasionalmente monedas inglesas y francesas, a través de los viajeros del Camino de Santiago. 

### Etapa medieval
En la Europa occidental el legado de Carlomagno determina en gran medida el discurso monetario medieval posterior. Como explicaba Mateu y Llopis:

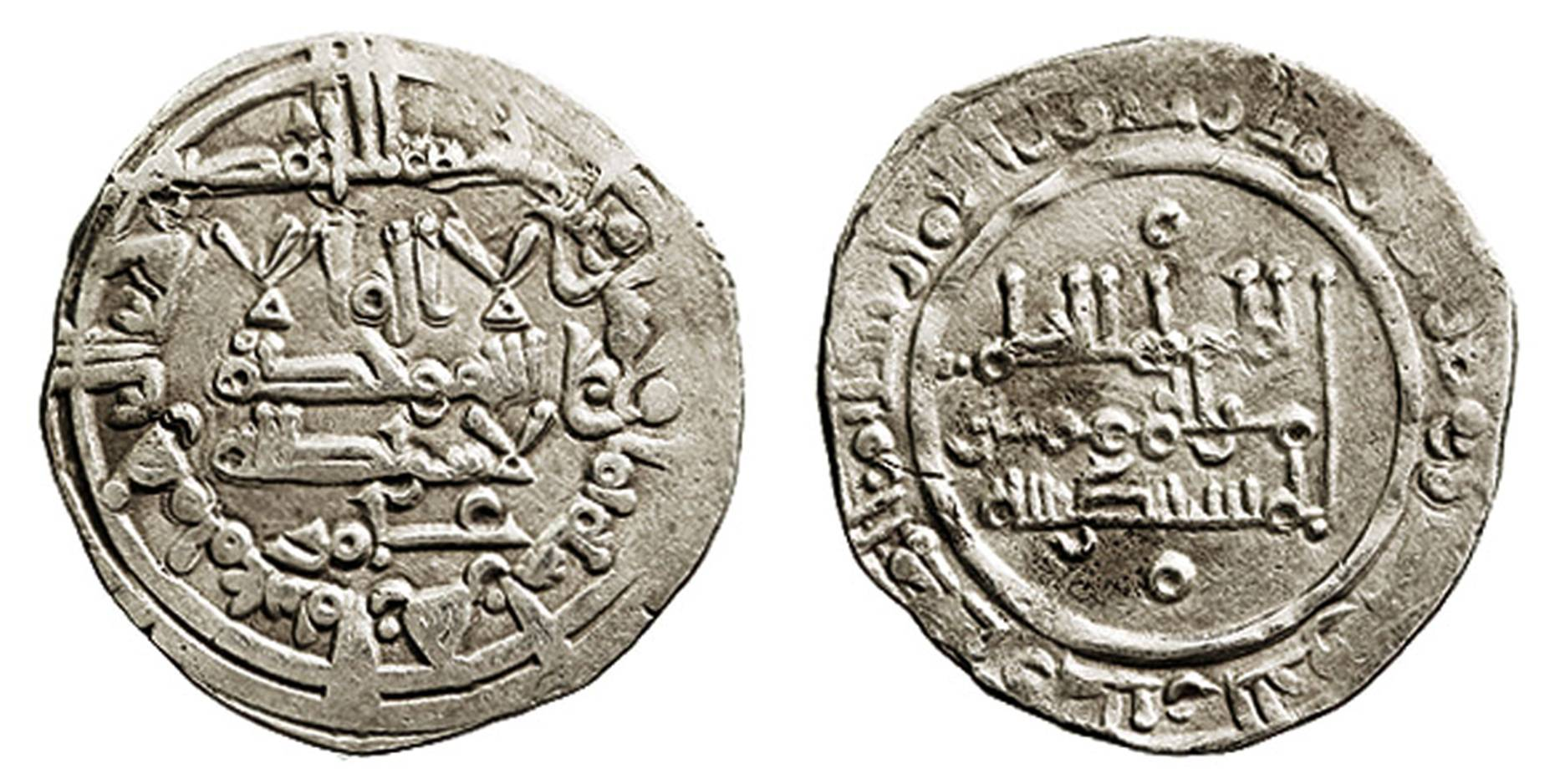
Dírham de plata de Alhakén II, Califa de Córdoba (961-976). Medina Azahara. Año 358 de la Hégira (968 o 969 del calendario juliano).

«El sistema monetario se hallaba basado en el sueldo y la libra, común a toda la Europa del siglo XI, como recuerdo del sistema carolingio. La base del sueldo era el dinero, moneda efectiva, de vellón, con un divisor, su mitad, llamado óbolo o miaja; la suma de doce dineros integraban el sueldo, unidad de cuenta, llamado sueldo jaqués; la suma de 20 sueldos jaqueses era la libra, unidad también de cuenta, la mayor.»
Felipe Mateu y Llopis, La moneda española, 1946.

#### Época de cambios: monedas hispanoárabes
Con la llegada del Islam a la península ibérica (711-912 d. C.) inicialmente muestra la coexistencia de monedas de oro (dinares), plata (dirhams) y cobre (feluses). Durante el Emirato independiente de Córdoba (755-912 d. C.) terminó la producción de monedas de oro, quedando en circulación sólo las monedas de plata. Esta moneda, llamada argenteo, es la que circularía, muchas veces en función del peso, en el antiguo reino de Pamplona. 

Dos grandes tesorillos confirman la circulación de moneda hispanoárabe en Navarra, el primero localizado en San Andrés de Ordoiz (Estella), escondido durante el reinado del rey Fortún Garcés (882-905 d. C.), formado por 205 monedas de plata, y el segundo hallado en Miluce (Pamplona) con unos 153 dírhams desde la época de Abd al-Rahman III hasta ejemplares de la época de las taifas.

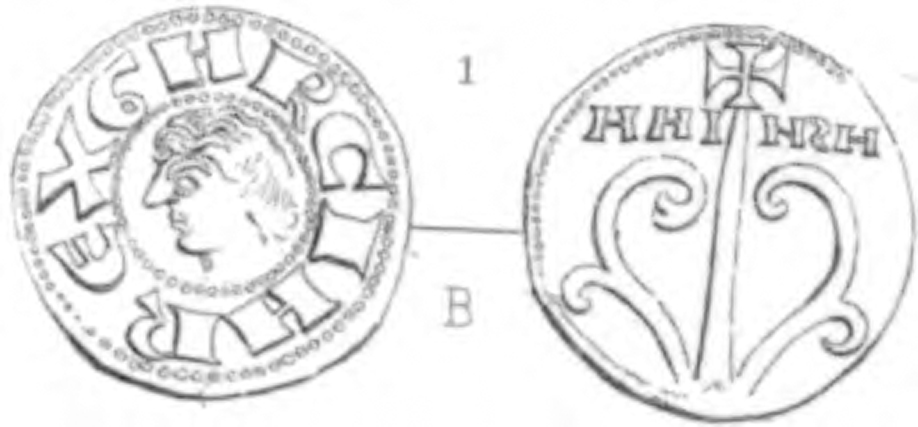
Moneda de García Ramírez, rey de Pamplona (1134-1150)

La situación geoestratégica del reino de Pamplona junto a los pasos occidentales de los Pirineos favoreció el auge de las actividades comerciales y económicas, donde la continua afluencia de peregrinos del Camino de Santiago desarrolló un papel fundamental a lo largo de sus vías en territorio navarro. Pero esta característica situación ya estaba presente la Antigüedad  y era habitual para sus habitantes el manejo de variedades monetales externas a las que se sumaron las acuñadas con numerario propio desde, al menos, finales del siglo XI, uniéndose a las piezas acuñadas tanto en el Ándalus como en los demás reinos cristianos colindantes a ambos lados de las montañas pirenaicas. Las actas y diplomas emanados de los centros monásticos y eclesiales así como las procedentes de la cancillería regia informan fehacientemente «sobre una sociedad acostumbrada tanto a los intercambios en especie como al ágil manejo de piezas autóctonas y foráneas.»

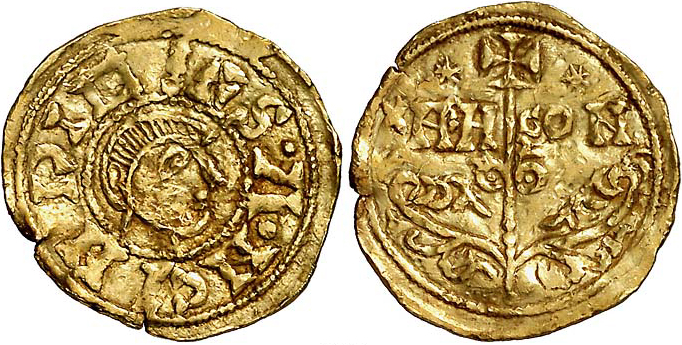
Mancuso aragonés de oro de Sancho Ramírez.

Por otra parte, «la condensación y el paulatino asentamiento de un marco propio de soberanía, el reino de Pamplona, debían conducir indefectiblemente a la producción de un indicador político tan rotundo como la moneda. Cuando finalmente así ocurrió, quedan pocas noticias complementarias que ayuden a proponer una explicación inteligible del fenómeno e interpretarlo correctamente en sus diferentes manifestaciones.» Al factor político debe coadyuvar un factor económico donde el movimiento de la riqueza exija «la acuñación de mayor volumen de numerario, y además voluntad expresa de las instancias públicas por resaltar y pregonar su identidad a través de un instrumento, como la moneda, con tanta capacidad de penetración hasta los últimos rincones del propio reino y más allá de sus confines.» Así se puede entender el largo periodo habido a la hora de batir moneda entre la etapa antigua y la emergente donde, aunque se forma un espacio territorial de plena reafirmación cristiana frente al Islam, todavía faltan desencadenantes económicos que reactive tal emisión de moneda propia.

#### Génesis del reino: entre Pamplona y Aragón

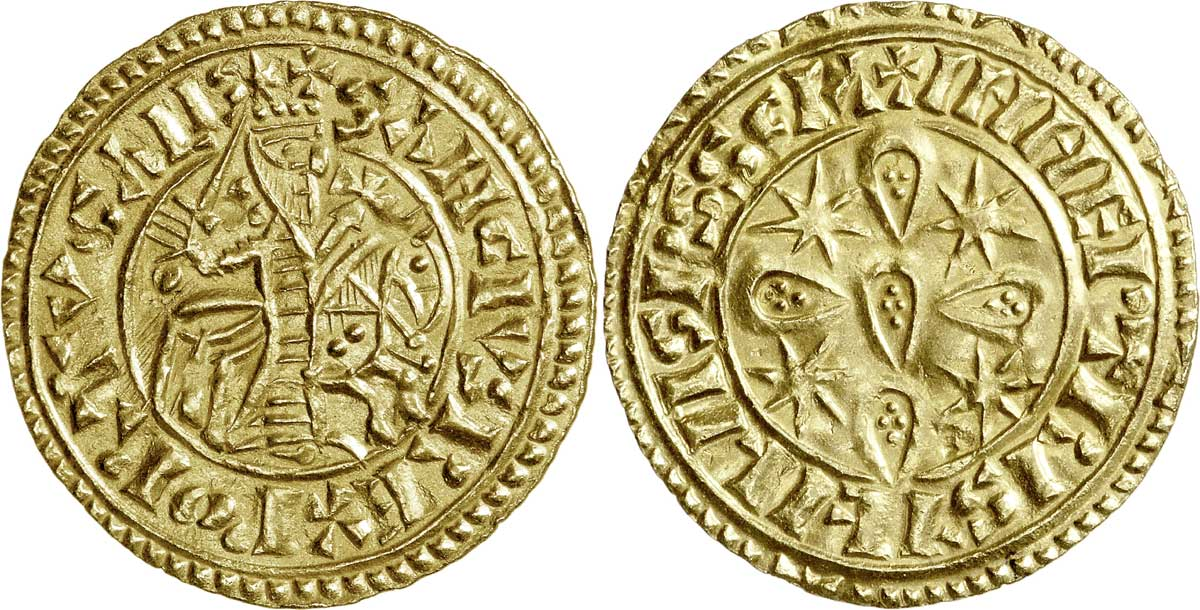
Morabetino de oro con la efigie de Sancho I de Portugal. Descripción anverso: El rey a la derecha sobre un caballo, coronado, sostiene una espada en la derecha y una cruz en la izquierda

Con la unión de los reinos de Pamplona y Aragón se registra la primera moneda emitida en ambos reinos y que dio comienzo durante el reinado de Sancho V Ramírez. A partir del estudio del tipo de monedas, los hallazgos arqueológicos, las fuentes documentales y el análisis metalográfico de los ejemplares es posible reconstruir la posible secuencia de emisión de los monarcas de la Casa de Aragón Sancho V Ramírez, Pedro I y Alfonso I el Batallador. Se observa un importante proceso de devaluación (pérdida de peso y contenido de plata), que alcanzó su punto máximo durante el reinado de Pedro I, seguido de una cierta recuperación durante el reinado de Alfonso I.

En esta fase histórica, y a tenor del volumen de monedas conservadas, destacan los reinados de Sancho V Ramírez y de Sancho VI el Sabio en lo referente a acuñación de moneda. Ambos reinados tienen en común la extensa política fundadora de villas y ciudades que posiblemente explique esa intensa labor de emisión monetal.

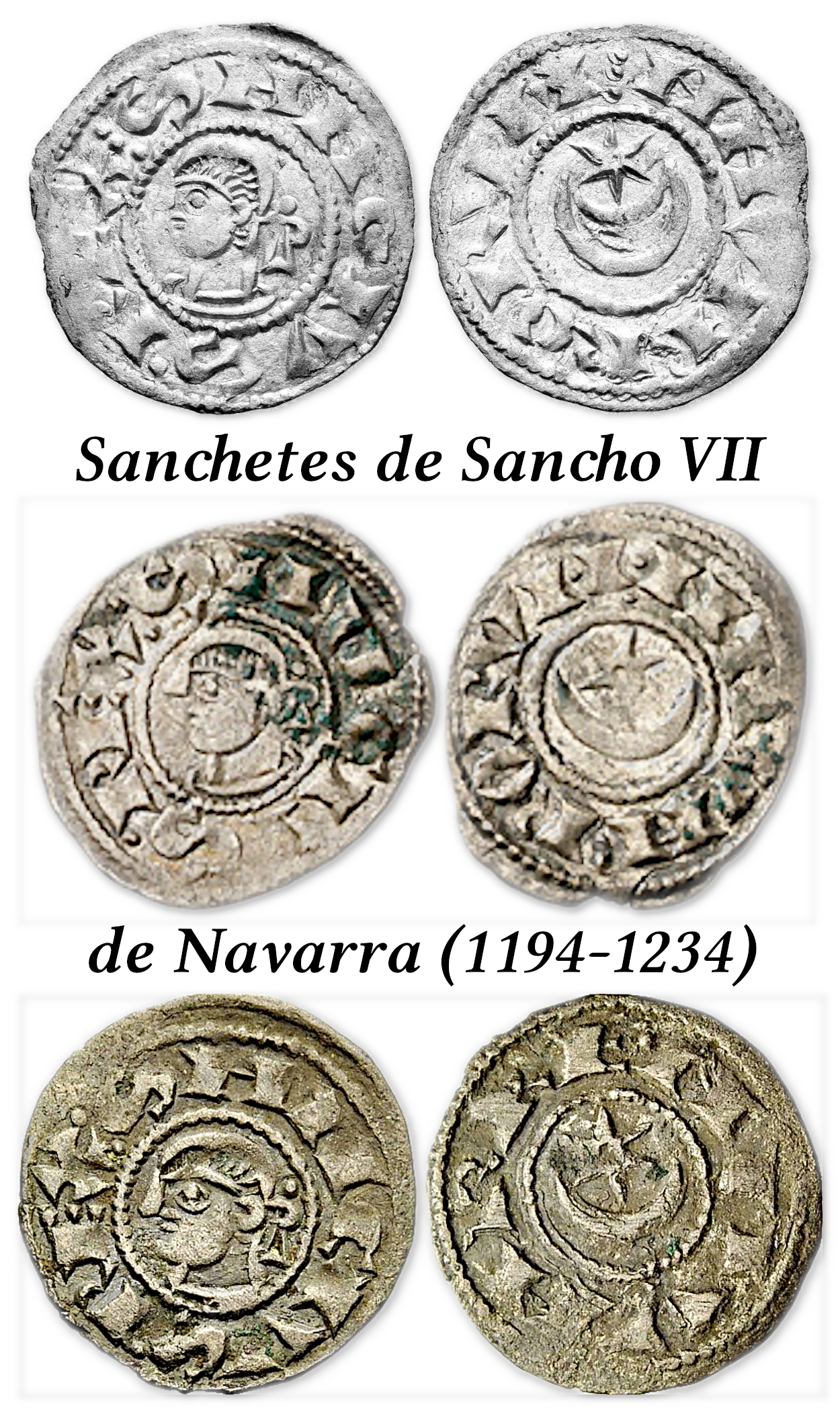
Sanchetes de Sancho VII, rey de Navarra (1198-1234)

#### Consolidación del reino: los sanchetes
Tras el fallecimiento de Alfonso I los notables de ambos reinos retoman sendas distintas y se entra en la etapa de restauración de la monarquía navarra durante la cual se presenta la acuñación inicial de una moneda propiamente de Navarra, con las primeras, variadas y limitadas emisiones de García Ramírez el Restaurador, y la eclosión monetaria producida durante el reinado de Sancho VI el Sabio, en paralelo con una expansión urbana y el establecimiento de nuevas villas así como el desarrollo y crecimiento de una población de burgueses y artesanos en torno a una vía jacobea en auge que trae consigo nuevos horizontes comerciales y la circulación de variedades monetales europeas. La circulación moneda local se arraigó en el reinado de Sancho VII, cuando las monedas navarras recibieron el nombre de sanchete.

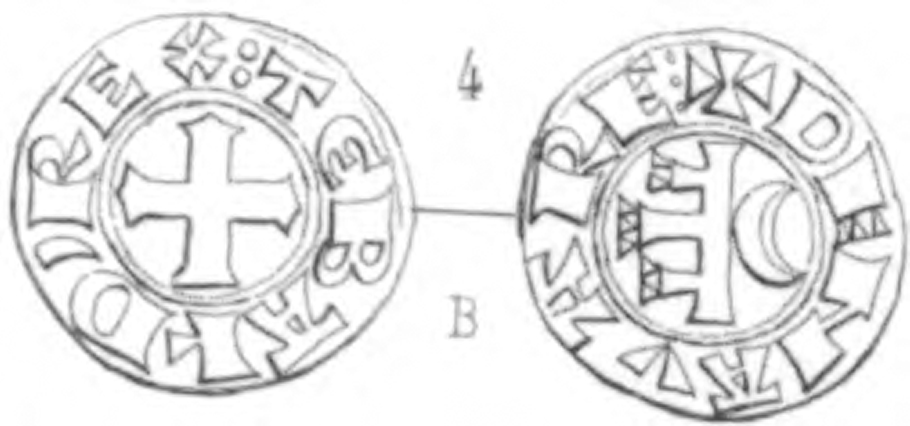
Moneda de Teobaldo I, rey de Navarra (1234-1253)

#### En la órbita francesa: Champaña

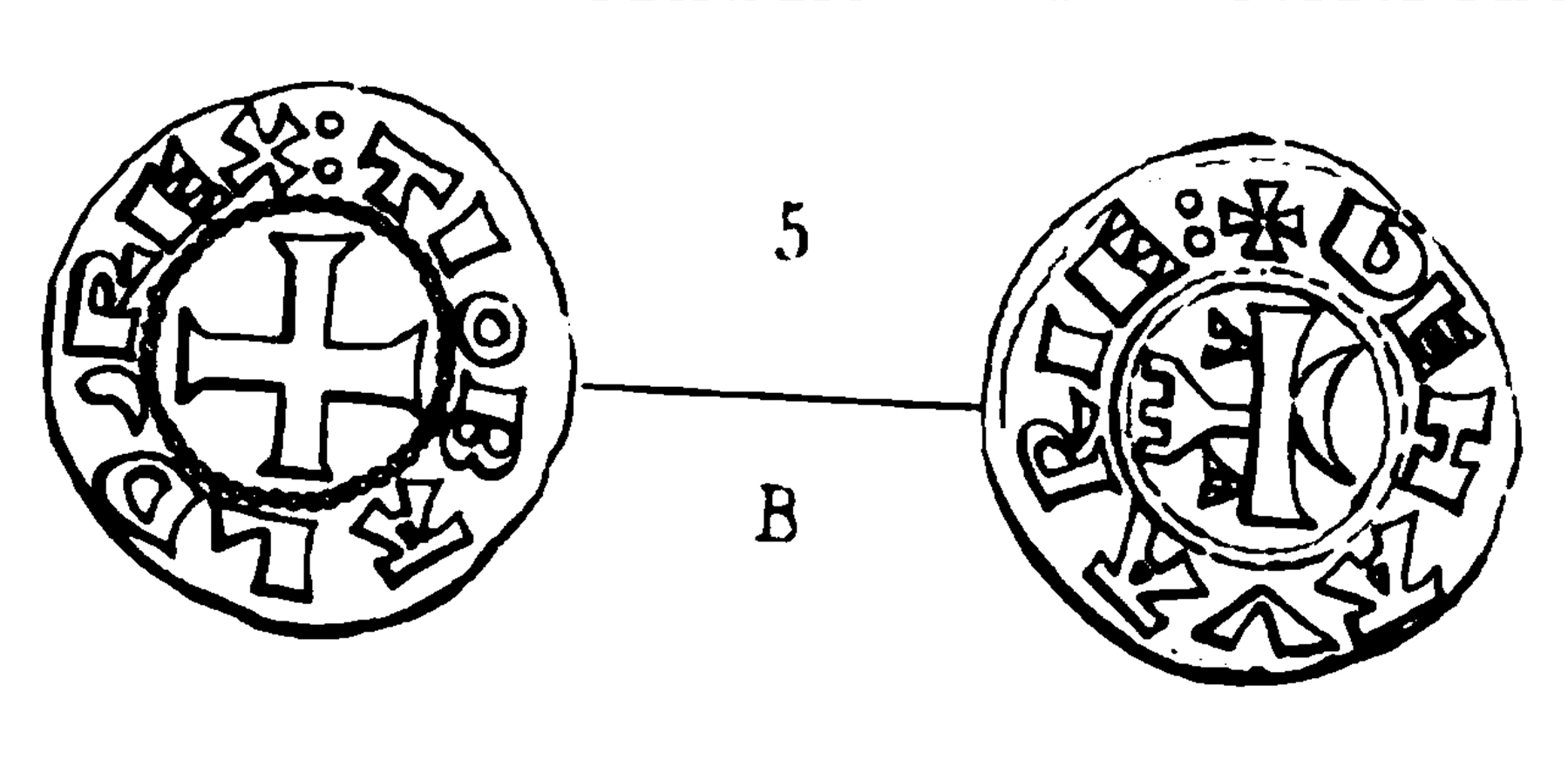
Moneda de Teobaldo II, rey de Navarra (1253-1270)

Durante el reinado de la Casa de Champaña, los condes mantendran en circulación la moneda local aunque convivirá, con más fuerza que antes, con las piezas monetales emitidas en Francia. Bajo el rey Teobaldo I el tipo de moneda en Navarra cambió: el busto del reverso (característico de emisiones anteriores) desapareció y fue sustituido por una gran cruz, y el árbol tradicional pasó a ser un castillo, propio de la Casa de Champaña. Se muestra en forma de media luna con una estrella debajo del castillo, elemento típico de las monedas de Sancho VII. Bajo la dinastía de Champaña, las monedas en Navarra mejoraron en peso y valor de ensayo. También circularon otras monedas extranjeras, como las de Burgos, Iburs, Jaca, Poitiers y Marcos Esterlinas. 

Las monedas navarras de la Casa de Champaña incluyen las monedas y óbolos de Teobaldo I, Teobaldo II y Juana I, así como una piefort de Enrique I.

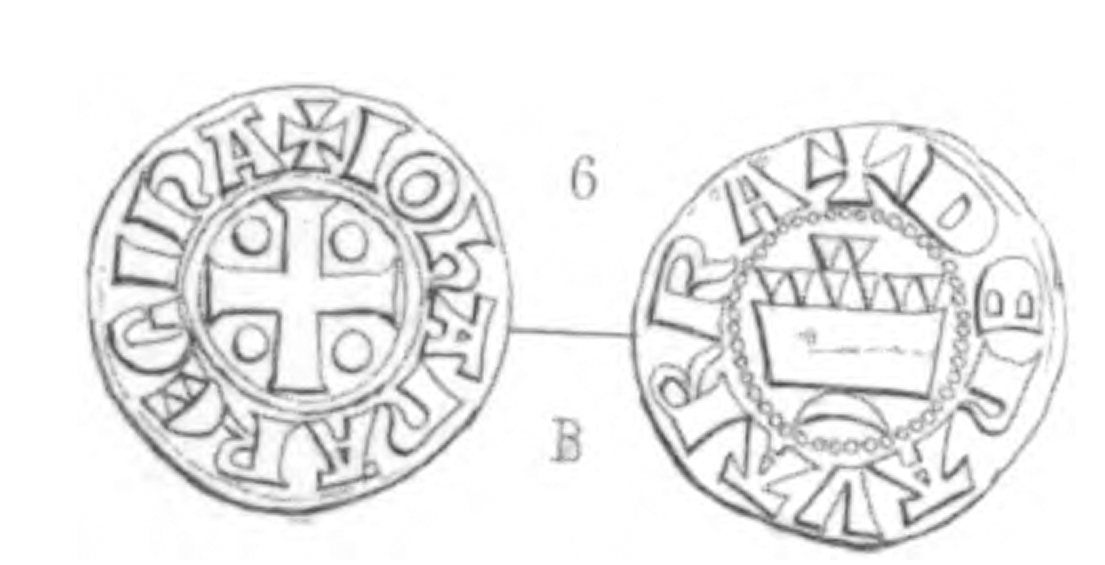
Moneda de Juana I, reina de Navarra (1274-1305)

#### Entre la dinastía capeta y la Casa de Evreux
Tras la subida al trono francés de Felipe, rey consorte de Navarra en 1258, el reino de Navarra participó en las "Emisiones monetarias del Reino de Francia, de Felipe IV a Felipe VI" (M. Dhenin, Biblioteca Nacional de Francia ). Hasta ese momento el sistema de acuñación francés, creado en tiempos de Luis IX, se había mantenido inalterado, aunque en los veintinueve años del reinado de Felipe el Hermoso se produjeron cambios radicales, con sucesivas devaluaciones como consecuencia de los costes militares. y revaluaciones ocasionales de la moneda. Juana II, hija de Luis “el Hutin”, heredó el trono de Navarra y provocó su separación de Francia. Sin embargo, durante el reinado de Juana y Felipe de Évreux no se acuñaron monedas navarras y siguió circulando moneda francesa, aunque sí en aquella época había una gran escasez de monedas.

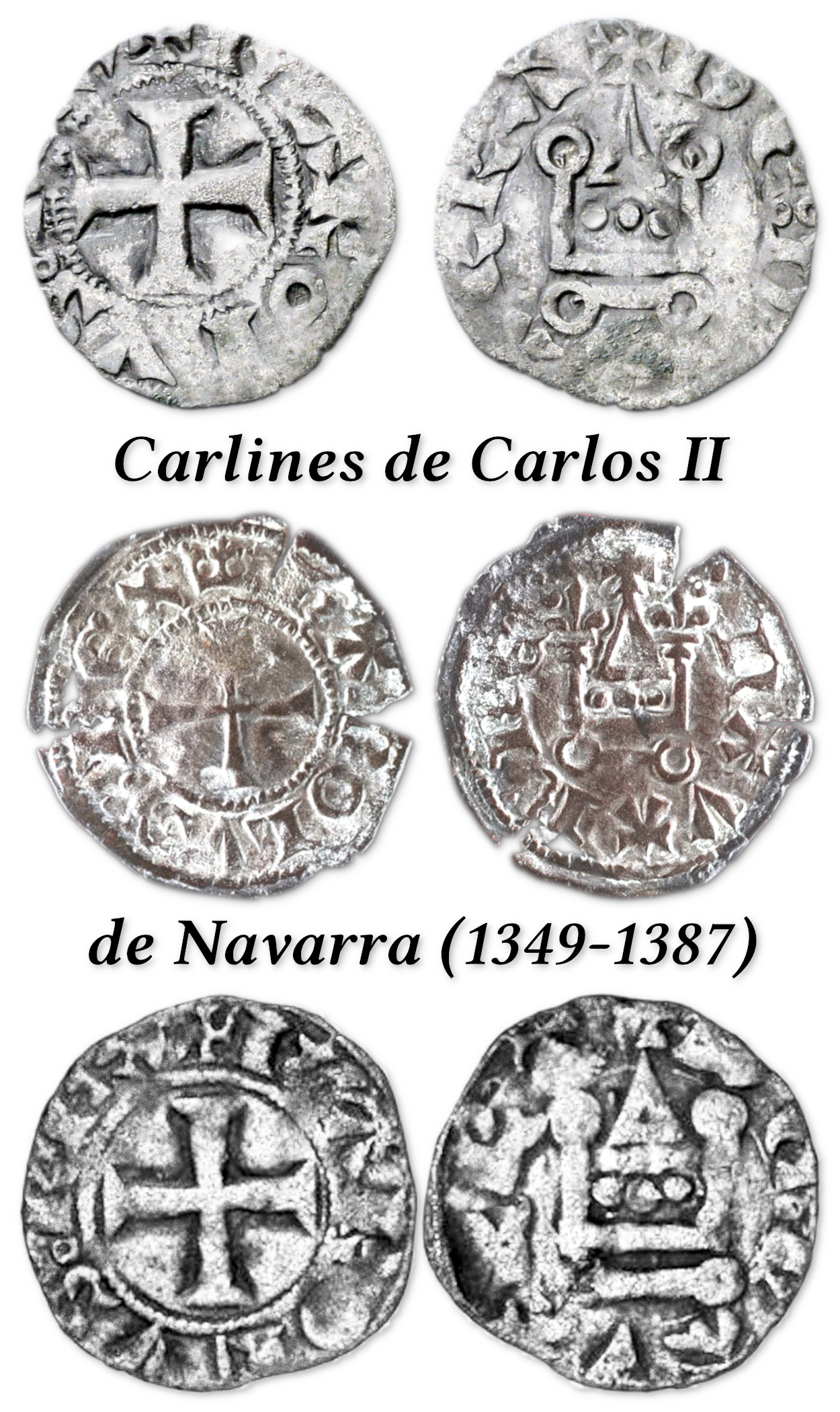
Carlines prietos del reinado de Carlos II de Navarra.

#### De los sanchetes a los carlines
Con Carlos II de Navarra se reactiva la "Acuñación y circulación monetaria en el Reino de Navarra" (J. Carrasco, Universidad de Navarra). Se acuñaron monedas denominadas carlines, a imitación de las de Tours (Francia), con un peso de 1 gramo y un contenido de plata del 10,9%, y monedas gruesas tipo Tours con un valor de ensayo del 66,9% de plata. 
Sin embargo, poco a poco, «el viejo dinero sanchete se sustituye por el tornés negro y 13 de aquéllos equivalían a un tornés de plata. Hacia 1355 la moneda menuda está representada por el dinero carlín con cruz en un lado y el típico motivo tornés en el otro. Eran de 25 sueldos en marco con ley ínfima y se llamaban carlines prietos o negros. 
Desde 2005 el Museo de Navarra posee un piefort de "carlín blanco" del reinado de Carlos II de Navarra. Esta pieza se pudo fabricar hacia 1355 durante una etapa de acuñaciones navarras de los carlines blancos de dudosa calidad que llevó al monarca a dictar una ordenanza en abril de 1355, atendiendo a las solicitudes «de las buenas gentes» del reino, donde se ordena que por «reparacion del fecho de nuestras dictas monedas» se acuñen «chiquos dineros torneses de tal ley et taylla et assibuenos et fuertes como fueron y son los buenos torneses del Cunyo de Tors qui en el tiempo passado han ouido corso en nuestro Regno.» La consecuencia directa de esta ordenanza fue el inicio de emisión (desde el 1 de junio) de los carlines blancos, con mejor ley. Ya en 1356 12 carlines blancos equivalían a 22 carlines negros (o prietos). Hacia la misma época, un escudo viejo de Juan II de Francia (1350-1364) se cotizaba en 25 sueldos de carlines.»
A partir de 1377 se emitieron coronas de oro y plata, y en los últimos años del reino se siguió una política monetaria activa con el objetivo de obtener beneficios (provecho de la moneda) para satisfacer las necesidades económicas de la Corona. En este último periodo se acuñaron gran cantidad de monedas gruesas con bustos para cubrir las necesidades del Reino durante el prolongado reinado de Carlos III el Noble, que no volvió a emitir monedas a partir de 1390.
Durante el siglo XIV la moneda de cuenta empleada en el reino de Navarra seguía siendo la misma:
| Ud. | Moneda | Cant. | Moneda          |
| --- | ------ | ----- | --------------- |
| 1   | libra  | 20    | sueldos         |
| 1   | sueldo | 12    | dineros         |
| 1   | dinero | 2     | óbolos o meajas |

Las monedas no sólo se acuñaron en Navarra sino también en los territorios franceses de Normandía. Aunque las monedas de Evreux, elaboradas por el rey navarro, eran conocidas desde hacía algún tiempo, el capítulo dedicado a estas monedas analiza el origen y evolución de las monedas antiguas de oro y cobre desde una perspectiva histórica y económica. Se emitieron imitando los modelos reales franceses, aprovechando la situación inestable que reinaba en la época para usurpar los derechos monetarios del rey de Francia.

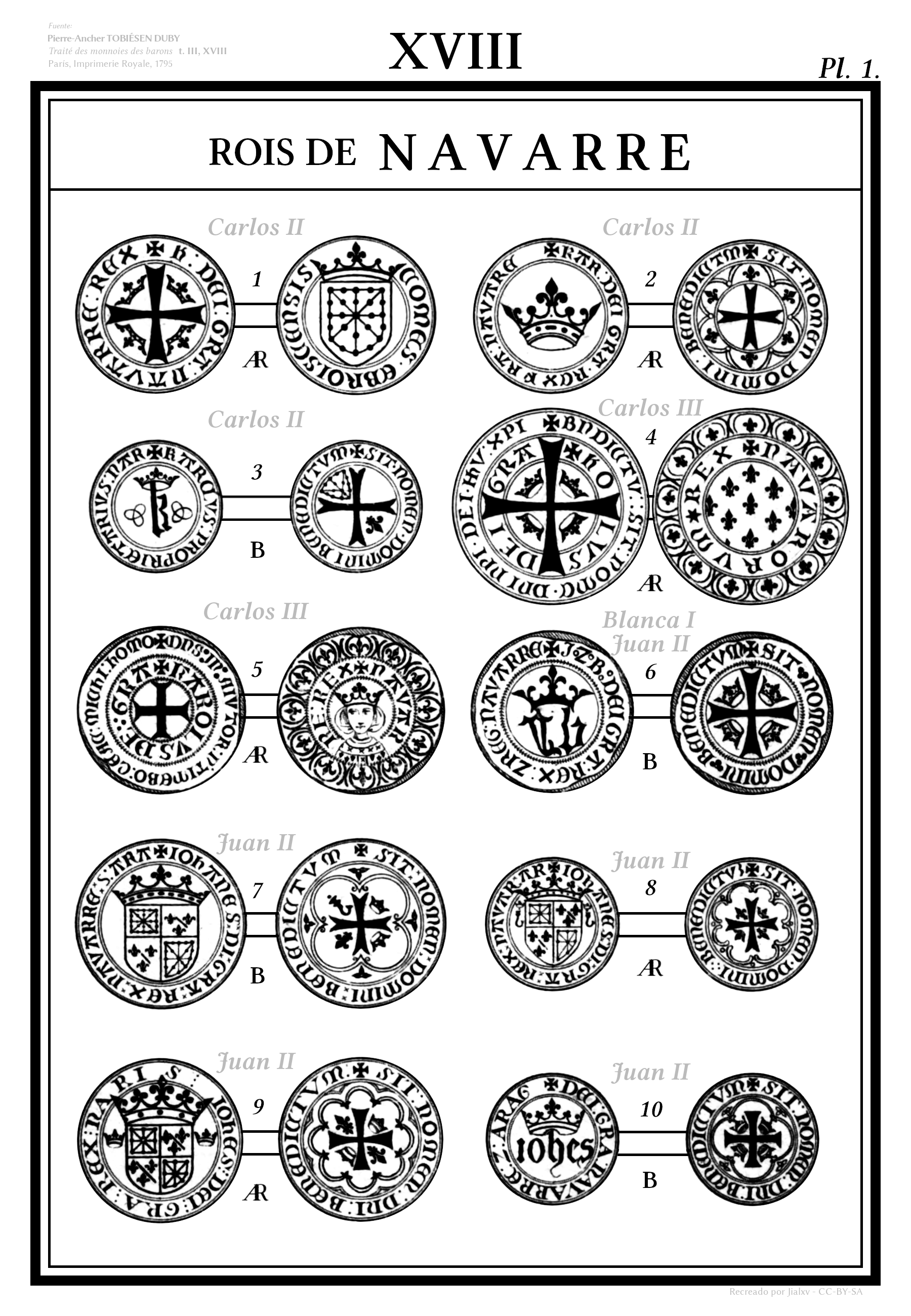
Monedas emitidas por los reyes de Navarra.Traité des monnaies des barons (1795) de M. Pierre-Ancher Tobiésen Duby - Planche 18 (Rois de Navarre)

Un rasgo curioso de esta época es la actividad de "Carlos III el noble, rey de Navarra, coleccionista de monedas". Siendo aún príncipe, recibió importantes ejemplares como regalo de su padre Carlos II, como la dobla de diez doblas de Pedro I en 1383. A través de un documento fechado diez años después conocemos una relación de 98 monedas de oro que el Rey se retiró de la circulación por "su placer", es decir, para aumentar su ya muy buena colección de monedas. Este interés lo heredó su nieto, Carlos, Príncipe de Viana, quien incluso coleccionó monedas griegas procedentes de hallazgos arqueológicos.

#### Los Trastámara
Tras varios años de inactividad, a partir de 1428 las casas de moneda de Navarra volvieron a acuñar monedas. En las “Acuñaciones de Blanca y Juana II (1425-1441-1479) y Carlos Príncipe de Viana (1441-1461)” (Miguel Ibáñez Artica, Instituto Bidebieta) se pueden distinguir tres fases, abarcando la primera los años iniciales del reino. durante el periodo de las guerras con Castilla, con una paulatina devaluación de la moneda para financiar el coste de la guerra. En una segunda fase, con el reino de Navarra dividido en dos facciones, gruesos y medios horribles, cornados y dineros del Príncipe de. Se produjeron monedas de Viana, y en una última fase de oro, plata y cobre antiguo de Juana II, mientras que de la primera época se dispone de información detallada que permite incluso determinar el número de “pilas” y “tampones” utilizados para acuñar las monedas. monedas, la información documental es casi inexistente para el resto de épocas y las únicas cifras que tenemos son las que aparecen en la superficie de las propias monedas. 

#### Casas de Foix y Albret
Las “Acuñaciones de la Casa de Foix” (Miguel Ibáñez Artica, Instituto Bidebieta) incluyen los reinados de. Francisco Febo y Catalina de Foix y Juan de Albret. Aunque Francisco Febo murió en 1483, su nombre siguió apareciendo en monedas hasta 1485, y durante el largo reinado de Catalina y Juan hasta la conquista de Navarra por Fernando e Isabel en 1512, se emitieron varias monedas de oro y cobre. Las monedas de oro siguieron el diseño del ducado, introducido en Navarra por Francisco Febo en sustitución de los reales de oro de Juan II. Las monedas blancas se acuñaban en cobre (llamadas tarjas o sesenas) y junto con muchos cornados se distribuían ampliamente.

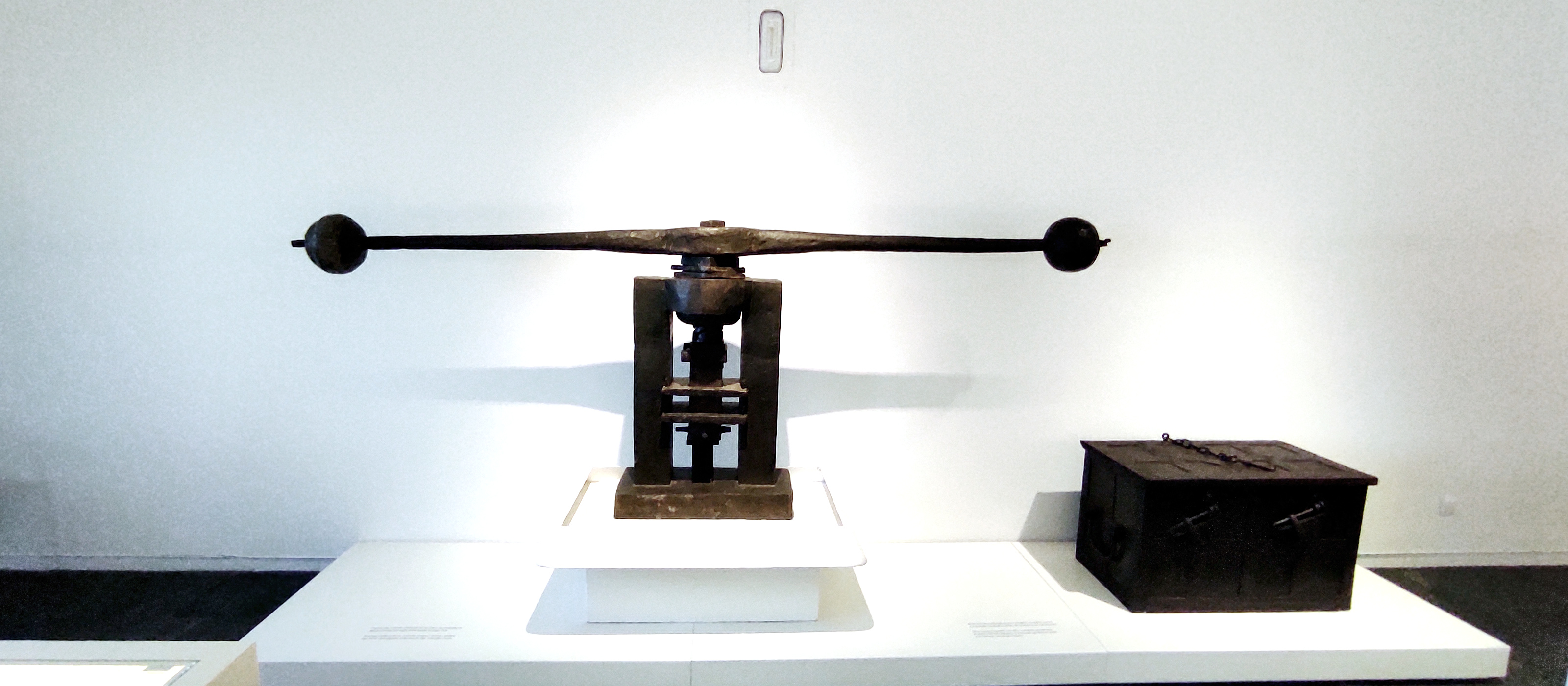
Prensa volante monetal (Museo de Navarra)

### Edad Moderna
Las acuñaciones de "Fernando el Católico y la Casa de los Austrias" (J. Bergua) se iniciaron en 1512 con la invasión del reino de Navarra. Inicialmente se emitieron ducados cuádruples, dobles y de oro, así como varios reales y medios reales de plata, además de monedas de menor tamaño (cornados y negretes). Tras un periodo de emisión relativamente tranquilo, en el que en Pamplona sólo se acuñaban monedas de cobre de baja calidad, y alguna que otra serie limitada de monedas de plata bajo Felipe III, fue durante el reinado de Felipe IV (VI de Navarra) cuando se produjeron los ejemplares más espectaculares. En Navarra se acuñaron los ocho y cuatro escudos de oro, o el cinquentin de Navarra (moneda de plata de cincuenta reales).
En la Real Provisión de 30 de marzo de 1524 se establecen las equivalencias de la moneda navarra con la castellana.
| Ud. | Moneda  | Cant. | Moneda          |
| --- | ------- | ----- | --------------- |
| 1   | libra   | 20    | sueldos         |
| 1   | libra   | 10    | groses          |
| 1   | libra   | 240   | dineros         |
| 1   | gros    | 2     | sueldos         |
| 1   | sueldo  | 12    | dineros         |
| 1   | sueldo  | 6     | cornados        |
| 1   | cornado | 2     | dineros         |
| 1   | dinero  | 2     | óbolos o meajas |

1 Libra = 8 tarjas de 14 cornados + 8 cornados = 120 cornados navarros = 60 Maravedís castellanos.
Las emisiones en Navarra de “La Casa de los Borbones” (J. Bergua) se limitan a pequeñas monedas de cobre, mientras que siguieron circulando monedas de plata y oro acuñadas en las cecas española y americana. La mayor variedad se encuentra en época de Fernando. VII (III de Navarra), donde se recuperó la calidad de las acuñaciones que se perdía en los reinos anteriores. Las últimas emisiones de la ceca de Pamplona fueron en 1837 y son monedas de ocho maravedís de Isabel II.

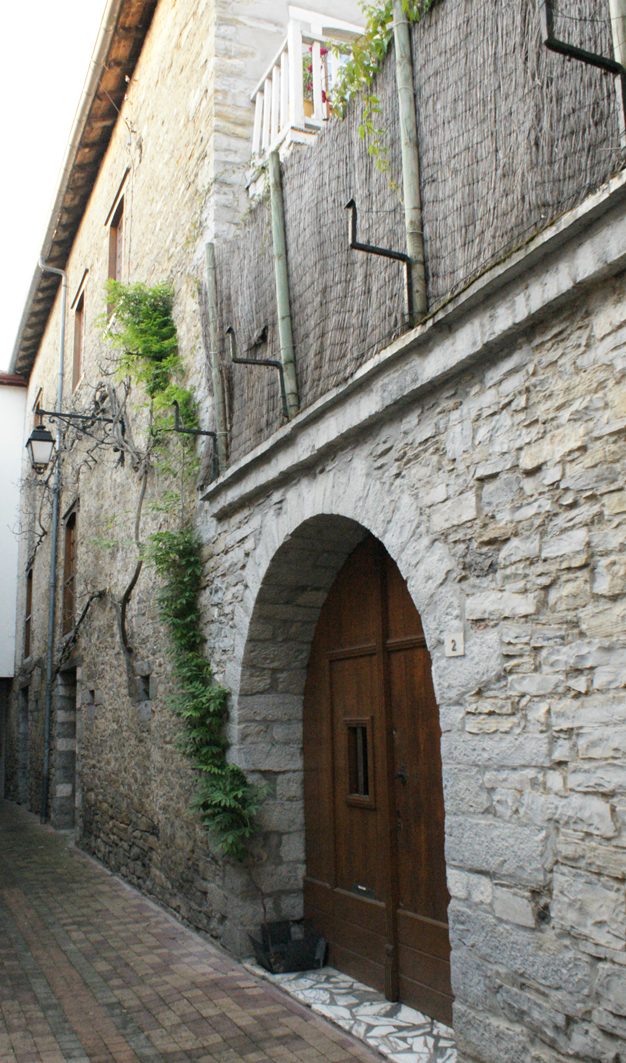
Fachada del Hôtel de la Monnaie, en la rue de La Monnaie, en Saint-Palais. Con una escasa población de 300 personas, 100 de ellas trabajan en la fundición de moneda y otras 60 en la acuñación.

## Acuñaciones en la Baja Navarra y el Bearn

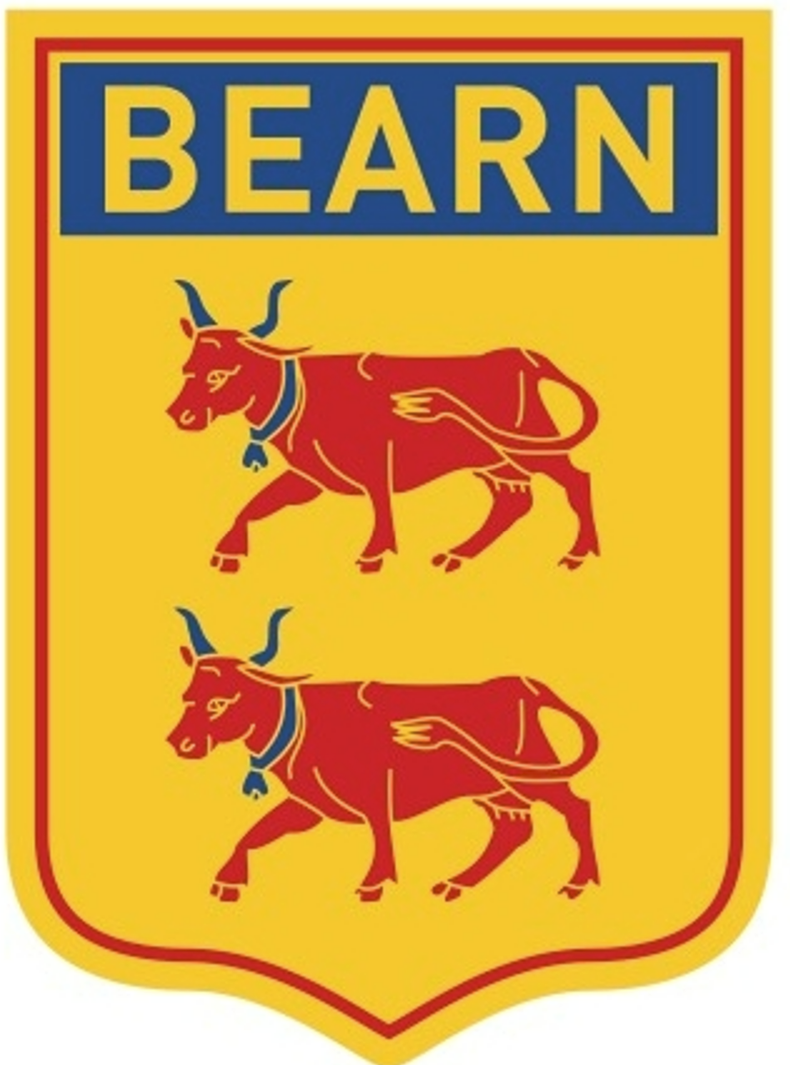
Escudo de Bearne.

De las cuatro cecas que oficialmente funcionaban en el reino de Navarra (Pamplona, Monreal, San Juan Pie de Puerto y Saint-Palais), dos se localizaban en Ultrapuertos, al norte de los Pirineos, en la Navarra más continental conocida en época moderna como la Baja Navarra. Además en el territorio vecino conocido como Vizcondado de Bearne se acuñaba moneda morlanesa desde mediados del siglo XII en la ceca de Morlaas y en Pau. Estas monedas, aunque de manera oficiosa, circularon a menudo por Navarra así como por el norte de Aragón, la zona de la Jacetania, donde se habían asentado muchos francos procedente de Bearne.
La ceca de Saint-Palais fue creada en 1351 por Carlos II de Navarra, un reinado que había conocido abundante emisión de moneda así como su fuerte y continua devaluación, y se mantuvo hasta 1672. Su funcionamiento no fue continuado ya que se conocen etapas sin actividad en alguna fecha después de 1402 (última fecha de actividad registrada) y hasta 1579 que se tiene noticia de su reanudación. En algunos momentos, de los 300 vecinos de la localidad, unos 100 trabajaban batiendo moneda: 60 en la fundición de metal mientras que otros 40 en labores de acuñación de moneda propiamente.
Mientras en 1512 la Navarra peninsular era ocupada por las tropas de Fernando el Católico, los reyes de Navarra, Catalina y Juan III seguían batiendo moneda en Bearne con la leyenda KATHERINA DEI GRA DOMINA BEARNI. No quedan evidencias monetarias de acuñaciones posteriores, entre 1512-1513, donde se mantuviera el título de reina de Navarra. 
A partir de 1516, Enrique II de Navarra, (Enrique I de Albret), hijo de Catalina de Foix y Juan de Albret, ocupa el trono de Navarra (abarcando el territorio norteño navarro y el Bearne) comenzando a acuñar moneda morlanesa con la leyenda PAX ET HONOR FORQVIE dando continuidad a las emisiones de su madre sin incluir otra titulación. Posteriormente inscribe en las monedas los títulos de rey de Navarra y señor de Bearne adoptando la leyenda GRATIA DEI SVM ID QUOD SVM, batiendo escudos con sol y douzaines, con un cruz en cuatro lóbulos en el reverso inicialmente que luego se desecha. Los anversos de los escudos de oro y de los douzaines muestran las armas de Bearne (una vaca) y las armas de Navarra y Bearne (dos vacas) respectivamente. Cuando el rey Francisco I de Francia modifique en 1541 sus monedas, el monarca navarro le imitará en sus escudos de oro, douzaines y los liardos. 
Todas estas acuñaciones se realizan en territorio bearnés, no en el navarro, cuyas cecas permanecen inactivas hasta 1579. Durante el reinado de Juana III de Navarra y Antonio de Borbón los testones se emitieron con excelentes retratos y cuando la reina quede viuda «la ceca de Pau acuñó escudos de oro, testones y medios testones. Este período destaca por la calidad de las fabricaciones realizadas en el molino de Pau por Étienne Bergeron» cuyos ensayos y patrones de moneda serán comparables a los que posteriormente se hagan en París, durante el reinado de Enrique III de Navarra. 
En 1579, durante el reinado de Enrique III de Navarra (II de Bearne y futuro Enrique IV de Francia), se reabrió la ceca de Saint Palais, con la particularidad de que no estaba bajo el control, como todas las demás cecas de Francia, de "Tribunal Monetario de París", pero informó a la Cámara de Comptos de Pau, también llamada habitual Cámara de Comptos de Navarra. La acuñación en la parte francesa de Navarra finalizó en 1672, tras un episodio de falsificación de monedas, aunque el escudo de Navarra siguió apareciendo en las monedas de oro francesas hasta 1792.

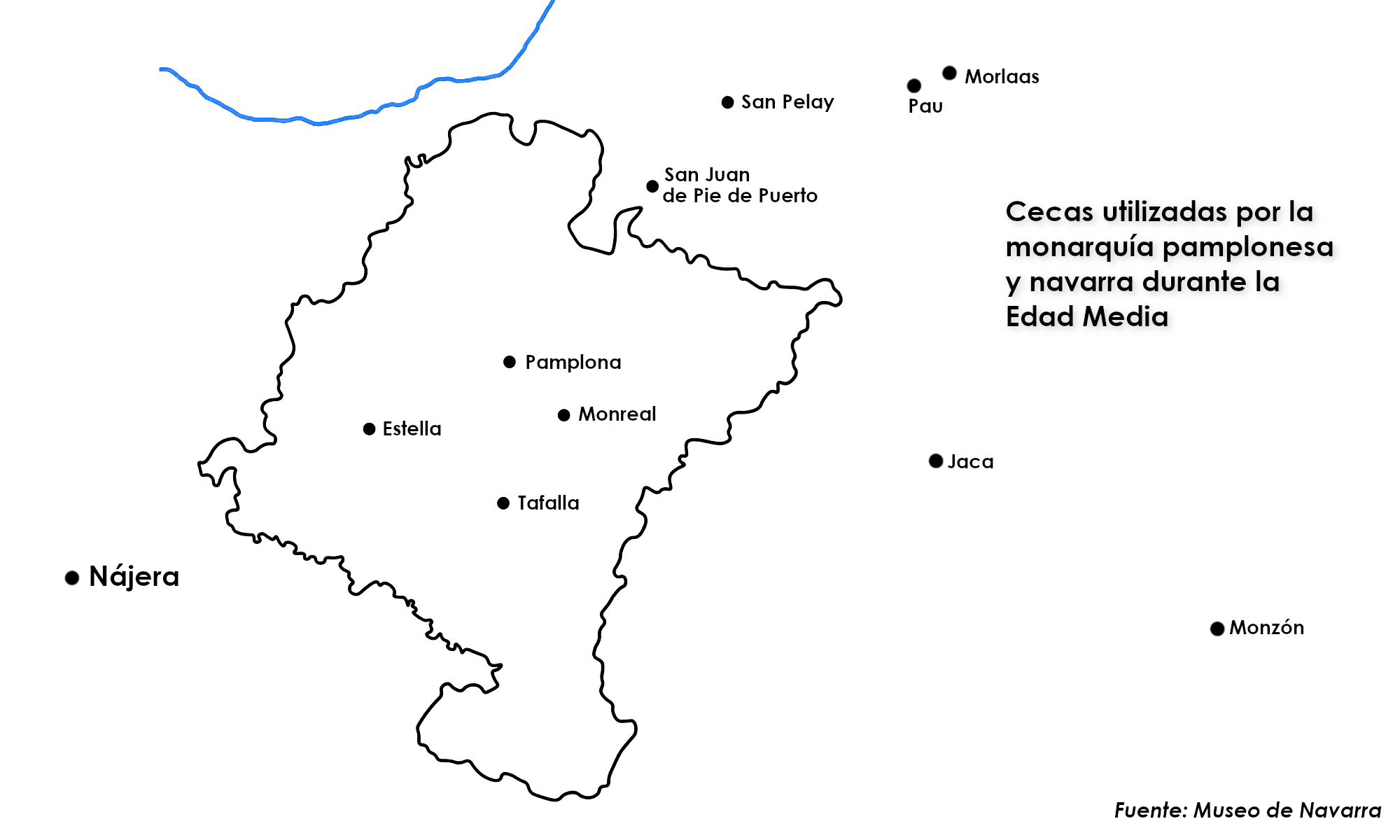
Mapa de cecas medievales del reino de Pamplona, primero, y de Navarra, después

## Cecas en la Edad Media y Moderna
En tiempos del reinado de Carlos II se registran hasta cuatro cecas en Navarra: Pamplona, Monreal, San Juan de Pie del Puerto y Saint-Palais (o San Pelayo como a veces refleja la documentación). Yanguas y Miranda indicaba que la casa de moneda de Pamplona estaba en el paraje que después fue convento de San Francisco, hasta el año 1524 en que el emperador Carlos V decía que había mandado labrar moneda en una casa comprada a los herederos de Pedro de Berrio «porque la casa de nuestra moneda que Nos teníamos, mandamos dar e dimos al guardián e frailes de San Francisco para acrescentar e labrar el monaterio.» En dicha casa nueva se colocó, con el tiempo, la Cámara de Comptos. 